# ميلينا يسنسكا
ميلينا يسنسكا أو ميلينا جيسينيسكا (بالتشيكية: Milena Jesenská)‏ (10 أغسطس 1896 - 17 مايو 1944) هي صحفيَّة وكاتبة ومترجمة ومحررة تشيكيَّة.

## بداية حياتها
ولدت ميلينا يسنسكا بتاريخ 10 أغسطس 1896 في براغ بالإمبراطورية النمساوية المجرية (جمهورية التشيك الآن). يُعتقد أنَّ عائلتها تنحدر من جان جيسينيوس [الإنجليزية]، وهو أول أستاذٍ للطب في جامعة تشارلز ببراغ والذي كان من بين 27 شخصية بوهيمية بارزة أُعدمت في ساحة البلدة القديمة ببراغ [الإنجليزية] في 21 يونيو 1621 لتحديهم سلطة ملك هابسبورغ فرديناند الثاني. ومع ذلك، فقد طُعنَّ في هذا الاعتقاد باعتباره لا أساس له من الصحة. كان والد ميلينا، جان [الإنجليزية]، جراح أسنان وأستاذًا في جامعة تشارلز في براغ، كما توفيت والدتها عندما كانت ميلينا في السادسة عشرة من عمرها. درست ميلينا في مينيرفا، وهي أول صالةٍ للألعاب الرياضية الأكاديمية للفتيات في الإمبراطورية النمساوية المجرية. بعد التخرج التحقت لفترةٍ قصيرة بمعهد براغ الموسيقي [الإنجليزية] وفي كلية الطب لكنها تخلت عن دراستها بعد فصلين دراسيين. تزوجت من إرنست بولاك في عام 1918، وهو ناقدٌ أدبي ومفكرٌ يهودي التقت به في الأوساط الأدبية ببراغ، وانتقلت معه إلى فيينا. كان الزواج غير سعيدٍ، كما يُزعم أنه تسبب في قطع علاقاتها مع والدها لعدة سنوات.

## عملها
عملت ميلينا مترجمةً؛ وذلك لأنَّ دخل زوجها لم يكن كافيًا في البداية لدعم الأسرة نتيجةٍ لتدهول اقتصاد المدينة بسبب الحرب. في عام 1919 اكتشفت ميلينا قصة قصيرة عنوانها «الوقاد» (The Stoker) للكاتب فرانس كافكا، وكتبت إليه تطلب الإذن بترجمتها من اللغة الألمانية إلى التشيكية. تُبعت الرسالة بمراسلاتٍ مكثفة وعاطفية بشكلٍ مُتزايد بين الطرفين. التقى ميلينا وكافكا مرتين: أمضيا أربعة أيام معًا في فيينا، ثم أمضيا يومًا واحدًا في غموند [الإنجليزية]. قطع كافكا العلاقة في نهاية المطاف؛ ويرجع ذلك جزئيًا إلى عدم قدرة ميلينا على ترك زوجها، وتوقفت مراسلاتهما اليومية تقريبًا بشكلٍ فجائي في نوفمبر 1920. ومع ذلك، كانا يعنيان الكثير لبعضهما البعض، لدرجة أنهما تبادلا بعض الرسائل الإضافية في عامي 1922 و1923. (كما سلم كافكا مذكراته إلى ميلينا في نهاية حياته). كانت ترجمة ميلينا لرواية «الوقاد» هي الترجمة الأولى لكتابات كافكا إلى اللغة التشيكية (وفي الواقع، إلى أي لغةٍ أجنبية)؛ قامت لاحقًا بترجمة قصتين قصيرتين أخريين لكافكا وأيضًا نصوص لهرمان بروخ وفرانس فرفل وأبتون سنكلير وغيرهم. ياروسلاف دوهال، هو الاسم الذي أطلق على مُترجم الطبعة التشيكية لقصة كافكا القصيرة "تأملات للسادة الفرسان" (Reflections for Gentlemen-Jockeys)، وهو على الأرجح اسمٌ مستعارٌ لميلينا. بدأت ميلينا في فيينا أيضًا الكتابة بنفسها، وساهمت بمقالاتٍ ثم افتتاحياتٍ في الأعمدة النسائيَّة في بعض أشهر الصحف اليومية والمجلات في براغ. فساهمت مثلًا في صحيفة تريبونا [الإنجليزية].
تطلقت ميلينا من بولاك في عام 1925 وعادت إلى براغ، حيث التقت لاحقًا وتزوجت من المهندس المعماري التشيكي الرائد يارومير كريكار [الإنجليزية]. واصلت العمل في براغ صحفيةً، فكانت تكتب إلى الصحف والمجلات، وكذلك محررةً ومترجمةً لكتب الأطفال. نُشرت بعض مقالاتها من تلك الفترة في مجموعتين منفصلتين. انجذبت ميلينا إلى الشيوعيَّة في ثلاثينيات القرن العشرين (مثل العديد من المثقفين التشيكيين الآخرين في تلك الفترة)، لكنها تخلت في النهاية عن تعاطفها مع الأيديولوجية الشيوعيَّة في عام 1936؛ وذلك عندما أدركت تجاوزات الستالينيَّة. انتهى زواجها الثاني في أكتوبر 1934، ووافقت على الطلاق حتى يتمكن يارومير من الزواج بمترجمةٍ لاتفيَّة التقى بها أثناء زيارته للاتحاد السوفيتي. حررت ميلينا في المجلة التشيكيَّة "Přítomnost" بين عامي 1938 و1939، والتي أسسها ونشرها في براغ المعلق السياسي والديمقراطي فرديناند بيروتكا [الإنجليزية]. كتبت فيها مقالاتٍ افتتاحية حول صعود الحزب النازي في ألمانيا، وضم النمسا إلى ألمانيا النازيَّة والعواقب المحتملة لذلك على تشيكوسلوفاكيا.

## الوفاة
بعد الاحتلال الألماني لتشيكوسلوفاكيا، انضمت ميلينا إلى حركة مقاومة سرية وساعدت العديد من اللاجئين اليهود والسياسيين على الهجرة. لكنها قررت هي نفسها البقاء رغم العواقب المحتملة. أُلقي القبض عليها في نوفمبر 1939 من قبل غيستابو وسجنت أولًا في بانكراك [الإنجليزية] ببراغ ثم في درسدن. رُحلت في أكتوبر 1940 إلى معسكر اعتقال في رافنسبروك بألمانيا. هنا قدمت الدعم المعنوي للسجناء الآخرين وصادقت مارغريت بوبر نيومان [الإنجليزية]، التي كتبت سيرتها الذاتية الأولى بعد الحرب. وُشِمت ميلينا كغيرها من السجناء برقم حالتها في المعسكر -وكان الرقم 4714. ولكنَّ المعتقلين الآخرين أطلقوا عليها لقب 4711 [الإنجليزية] (بالألمانية: Siebenundvierzig-elf)، وذلك إشارةً إلى علامة الكولونيا التي كانت في ذلك الوقت واحدةً من أشهر العلامات بألمانيا. توفيت ميلينا بسبب فشلٍ كلوي في رافنسبروك بتاريخ 17 مايو 1944.

## الصالحون بين الأمم
اعترفت مؤسسة ياد فاشيم في 14 ديسمبر 1994 بميلينا باعتبارها من الصالحين بين الأمم.

## روابط خارجية
- ميلينا يسنسكا على موقع المكتبة المفتوحة (الإنجليزية)